# Trapezia rufopunctata
Trapezia rufopunctata is een krabbensoort uit de familie van de Trapeziidae. De wetenschappelijke naam van de soort is voor het eerst geldig gepubliceerd in 1799 door Herbst.